# Rinchenia
Rinchenia (na počest mongolského paleontologa Rinčengína Barsbolda) byl rod teropodního oviraptoridního dinosaura, žijícího v období pozdní křídy na území současného Mongolska (geologické souvrství Nemegt).

## Popis
Rinchenia byl teropod dlouhý přibližně 1,5 až 1,7 metru a vážil pravděpodobně kolem 25 kilogramů. Žil v období pozdní svrchní křídy (geologický věk maastricht, asi před 72 až 66 miliony let) na území dnešní centrální Asie (Mongolsko). Je známý z pozůstatků jednoho druhu R. mongoliensis, a to na základě jediného exempláře (GI 100/32A). Tento rod byl velmi blízce příbuzný známějšímu rodu Oviraptor, pod který byl dříve jako O. mongoliensis dokonce i řazen. Některé odlišnosti na lebce a celkově méně robustní kostra však vypovídají o tom, že šlo o dva samostatné rody. Rinchenia měla také podstatně výraznější kostěný "hřeben" na lebce.